# Cavriago
Cavriago is een gemeente in de Italiaanse provincie Reggio Emilia (regio Emilia-Romagna) en telt 9229 inwoners (31-12-2004). De oppervlakte bedraagt 17,0 km², de bevolkingsdichtheid is 560 inwoners per km².
De volgende frazioni maken deel uit van de gemeente: Case Nuove, Corte Tegge, Quercioli.

## Demografie
Cavriago telt ongeveer 3697 huishoudens. Het aantal inwoners steeg in de periode 1991-2001 met 7,2% volgens cijfers uit de tienjaarlijkse volkstellingen van ISTAT.
| Jaar | Inwoneraantal |
| ---- | ------------- |
| 1991 | 8369          |
| 2001 | 8968          |

## Geografie
Cavriago grenst aan de volgende gemeenten: Bibbiano, Reggio Emilia.
Albinea · Bagnolo in Piano · Baiso · Bibbiano · Boretto · Brescello · Busana · Cadelbosco di Sopra · Campagnola Emilia · Campegine · Canossa · Carpineti · Casalgrande · Casina · Castellarano · Castelnovo di Sotto · Castelnovo ne' Monti · Cavriago · Collagna · Correggio · Fabbrico · Gattatico · Gualtieri · Guastalla · Ligonchio · Luzzara · Montecchio Emilia · Novellara · Poviglio · Quattro Castella · Ramiseto · Reggio Emilia  · Reggiolo · Rio Saliceto · Rolo · Rubiera · San Martino in Rio · San Polo d'Enza · Sant'Ilario d'Enza · Scandiano · Toano · Ventasso · Vetto · Vezzano sul Crostolo · Viano · Villa Minozzo
- Library of Congress Control Number: n81036038
- MusicBrainz: c7d0a783-a53f-40cd-9d85-d5ff73fafe52
- Nationale Bibliotheek van Israël: 987007557219805171
- Virtual International Authority File: 140726440

1. ↑  https://demo.istat.it/?l=it.